# Commissione internazionale per la caccia alle balene
La Commissione internazionale per la caccia alle balene (IWC, International Whaling Commission) fu istituita nel 1946 per favorire uno sviluppo coordinato dell'industria baleniera e per regolarla. Inizialmente incoraggiava la caccia e, come risultato, più di due milioni di balene sono state uccise nei primi trent'anni di vita dell'organizzazione, nonostante i pareri contrari dei membri della Commissione Scientifica. In tempi più recenti la IWC si è mossa nel senso di una maggiore protezione dei cetacei, anche se alcuni dei 39 Paesi membri sono ancora favorevoli alla caccia.

## Trattato di pace

In blu i paesi membri

Nel 1982 è stato compiuto un grande passo avanti, quando i membri della IWC hanno votato per una blanda moratoria della caccia commerciale. Ma questo "trattato di pace" a livello mondiale ha lasciato troppe scappatoie per poter essere veramente efficace. Da allora sono state uccise 57.391 balene, tra cui balenottere minori, balenottere comuni, balenottere boreali, balenottere di Bryde, megattere, balene grigie, capodogli e balene della Groenlandia. Perfino dal 1986, anno di entrata in vigore del divieto della caccia alla balena, Giappone, Norvegia, Islanda, Russia, Corea e balenieri locali di diversi altri Paesi hanno continuato la loro attività, uccidendo complessivamente circa 21.760 balene.
Nel 1994 i membri della IWC hanno approvato l'istituzione del Southern Ocean Whale Sanctuary, che copre un'area di 50 milioni di chilometri quadrati intorno all'Antartide. La riserva è stata progettata per proteggere un'area di alimentazione particolarmente critica per sette specie di grandi balene. Ma perfino questa zona è violabile, dato che il Giappone continua a uccidere balenottere minori al suo interno.
Due Paesi, Norvegia e Giappone, continuano a cacciare le balene sfidando l'opinione mondiale e le disposizioni della IWC. Lungi dal cessare l'attività baleniera, la stanno anzi costantemente incrementando.
La Norvegia si è opposta alla moratoria e così, sotto le regole dalla IWC, è legalmente autorizzata a continuare la caccia alle balene. Nei primi 11 anni dopo il divieto, la sua flotta ha ucciso 2011 balenottere minori. Nel frattempo la sua quota annuale, stabilita dallo stesso governo norvegese, aumenta costantemente e la sua flotta baleniera, costituita di diverse decine di imbarcazioni, solca costantemente l'Atlantico nordorientale.
Inizialmente il Giappone ha preso la stessa strada, poi ha fatto marcia indietro e ha denominato la sua attività "ricerca scientifica". Questo per approfittare di una grossa scappatoia: la IWC infatti consente la caccia alle balene in qualsiasi numero di esemplari "a scopo di ricerca scientifica". In realtà il numero delle ricerche avviate è veramente esiguo; alla fine nessuna nuova conoscenza è stata acquisita. Dall'entrata in vigore della moratoria, il Giappone ha ucciso 6.083 balenottere minori, 634 balenottere di Bryde e 400 capodogli.
La qualità scientifica delle ricerche condotte sotto questo programma di caccia scientifica è stata criticata come molto scadente; nel congresso del 2001 della Commissione Scientifica dell'IWC 32 scienziati sottoscrissero un documento in cui era espresso che secondo loro il programma giapponese era privo del rigore scientifico e degli standard di revisione accademica largamente utilizzati in tutto il mondo scientifico.

## Storia di abusi
Molte nazioni dedite alle attività baleniere hanno ingaggiato una specie di "partita a scacchi" con falsi ravvedimenti, finzioni e raggiri delle regole internazionali. Ad esempio, all'inizio degli anni novanta si è scoperto che la Russia aveva falsificato i suoi dati sulle balene cacciate per più di trent'anni; oltre a uccidere specie protette, aveva fortemente ecceduto rispetto alle quote stabilite dall'IWC per altre specie. Nell'aprile del 1996 sono state confiscate da funzionari delle dogane giapponesi 6,5 tonnellate di carne di balena proveniente dalla Norvegia, che, camuffate come sgombri, costituivano il primo lotto di una spedizione di 66 tonnellate da importare di contrabbando in Giappone.